# Dominikia uncinata
Dominikia uncinata is een keversoort uit de familie boorkevers (Bostrichidae). De wetenschappelijke naam van de soort is voor het eerst geldig gepubliceerd in 1824 door Germar.